# ستيفان دوشان
كان ستيفان دوشان، المعروف باسم دوشان العظيم (Душан Силни; تقريبًا 1308 – 20 من ديسمبر 1355م)، ملك صربيا (من 8 من سبتمبر 1331م) وإمبراطور الصرب واليونانيين (من 16 من أبريل 1346م) حتى وفاته 20 من ديسمبر 1355م. نجح دوشان في أن يغزو جزءًا كبيرًا من جنوب شرق أوروبا، وأصبح واحدًا من أقوى الملوك في وقته. حيث قام بإصدار دستور الإمبراطورية الصربية في قانون دوشان، الذي يعد واحدًا من أعظم أعمال صربيا في العصور الوسطى إن لم يكن أعظمها. وقد حول دوشان الكنيسة الصربية من مطرانية إلى بطريركية وروج لها، وأنهى بناء دير فيسوكي ديتشاني (Visoki Dečani) (معترف به من قبل اليونسكو)، وأسس دير سانت أركانجلز، من بين أعمال أخرى. ففي حكمه وصلت صربيا لقمة ازدهارها التوسعي، والاقتصادي، والسياسي، والثقافي.
وتعد وفاته في عام 1355م نهاية مقاومة تقدم الإمبراطورية العثمانية، وسقوط اللاحق للكنيسة الأرثوذكسية الشرقية في المنطقة. يتم الاحتفاظ بتاجه في الوقت الحاضر في دير سيتينيي (Cetinje Monastery)، في جمهورية الجبل الأسود (Montenegro).

## وصلات خارجية
- Historical library:Stefan Dušan